# 建部政辰
建部 政辰（たけべ まさとき）は、江戸時代前期から中期にかけての播磨国林田藩の世嗣。通称は主水。

## 略歴
3代藩主・建部政宇の長男・嫡子として誕生した。貞享2年（1685年）、将軍徳川綱吉に拝謁する。しかし、家督を継ぐことなく元禄16年（1703年）に病弱を理由に廃嫡される。代わって、一族他家の養子となっていた弟の政周が嫡子となった。享保14年（1729年）、57歳で没した。